# Love in the Afternoon
Love in the Afternoon (en Argentina, Amor en la tarde; en España, Ariane) es una película dirigida por Billy Wilder estrenada en 1957. El guion de Wilder y su habitual colaborador I.A.L. Diamond está basado en la novela Ariane, de Claude Anet, que ya había sido llevada al cine con anterioridad.

## Argumento
La joven Ariane Chavasse (Audrey Hepburn) escucha una conversación entre su padre, el detective privado  Claude Chavasse (Maurice Chevalier) y su cliente Monsieur X (John McGiver). Tras enterarse de las citas diarias de su mujer con el magnate Frank Flannagan (Gary Cooper), Monsieur X anuncia que matará a Flannagan ese mismo día. Claude se muestra indiferente, disgustado tan solo por el perjuicio que le supondrá (Flannagan es un conocido mujeriego con una larga relación de affaires por todo el mundo), pero su hija se propone evitar el asesinato. Cuando Ariane no consigue ni la recepción del hotel ni que la policía le haga caso, ya que aún no se ha producido el crimen que quiere denunciar, decide avisar a Flannagan ella misma.
Ariane llega justo a tiempo: cuando Monsieur X se cuela en la suite de Flannagan en el hotel Ritz, le ve con Ariane, no con su mujer (que acaba de escapar de la habitación). Tras las excusas del confundido marido, Flannagan  se siente intrigado por la misteriosa mujer, que se niega a darle dato alguno sobre su persona, ni siquiera su nombre. Para él se convierte en Flaca, y ella, que no tiene experiencia sentimental, finge ser una femme fatale para provocar su interés. Un día tiene una cita con él antes de su clase de chelo, cita a la que llega con sentimientos confusos; al final se queda con él hasta que se marcha en su avión, firmemente enamorada de un hombre considerablemente mayor que ella. Su padre, un viudo que ha tratado de ocultar sin éxito los detalles sórdidos de la vigilancia que ha detallado en el dossier de la investigación, se da cuenta del cambio de humor pero no de que la razón está en uno de sus casos.
Un año más tarde, Flannagan se halla de vuelta en París. Se encuentran de nuevo cuando ella le descubre entre los espectadores de una ópera, se hace la encontradiza en el vestíbulo y comienzan a verse de nuevo. 
En cada encuentro, la joven habla sobre sus imaginarios amoríos armándose de distintas tácticas como llevar el abrigo de piel de armiño perteneciente a uno de los clientes de su padre, engañándole a  Flannagan sobre que se trata del regalo de un comerciante que importa plátanos y que exporta perfumes; en otra ocasión llevando una tobillera aduciendo que fue el regalo de un torero de San Sebastián en España.
Esta vez, cuando él le pregunta ella le facilita una larga lista de ex-amantes sacados de los casos de su padre, en la que Flannagan es el vigésimo. El playboy pasa de sentirse divertido a atormentado por las posibles comparaciones, aunque no está seguro de que esos antiguos amantes sean reales. Cuando se encuentra casualmente con Monsieur X, aun pesaroso por sus acusaciones, éste le recomienda que acuda a Claude Chavasse, y así Flannagan encarga sin saberlo al padre de Ariane la vigilancia de su propia hija.
Chavasse no tarda mucho en averiguar que la mujer misteriosa es Ariane. Informa a su cliente de que la historia de los amantes es falsa, y le pide que se olvide de ella, ya que tanto evita las relaciones serias. Flannagan, que siente remordimientos por la diferencia de edad, decide dejar París pretextando una cita con otra de sus amantes; en la estación, Ariane le despide desde el andén y corre tras el tren mientras su fachada de femme fatale deja traslucir el amor que realmente siente, lo que hace que Flannagan cambie su decisión y la suba al tren en marcha para después besarla y decirle "Calla Ariane". El informe de Chavasse nos hace saber que ahora están casados y viven en Nueva York.

## Música
Las canciones que forman parte de la banda sonora de la película son:
- "Fascination", música (1904) de Fermo Dante Marchetti, letra (1905) de Maurice de Féraudy.
- "C'est si bon", música (1947) de Henri Betti, letra (1947) de André Hornez.
- "L'ame de Poètes", letra y música (1951) de Charles Trenet.
- "Love in the Afternoon," "Ariane" y "Hot Paprika", de Matty Malneck, compuestas para la película.

Tras el estreno de la película, se editaron versiones de algunas de estas canciones con la letra en inglés:
- "Fascination", letra de Dick Maning, interpretada, entre otros, por Nat King Cole y Jane Morgan.
- "Love in the Afternoon", letra de Jonhy Mercer, interpretada, entre otros, por Jerry Vale.